# Distrito de Utena
El distrito de Utena (lituano: Utenos rajono savivaldybė) es un municipio-distrito lituano perteneciente a la provincia de Utena.
En 2011 tiene 43 275 habitantes. Su capital es Utena.
Se ubica en el noreste del país y por su término municipal pasa la carretera A6 que une Kaunas con Daugavpils.

## Subdivisiones
Se divide en 10 seniūnijos (entre paréntesis la localidad principal):
- Daugailių seniūnija (Daugailiai)
- Kuktiškių seniūnija (Kuktiškės)
- Leliūnų seniūnija (Leliūnai)
- Saldutiškio seniūnija (Saldutiškis)
- Sudeikių seniūnija (Sudeikiai)
- Tauragnų seniūnija (Tauragnai)
- Utenos seniūnija (Utena)
- Utenos miesto seniūnija (Utena)
- Užpalių seniūnija (Užpaliai)
- Vyžuonų seniūnija (Vyžuonos)